# ジャックナイフツネオ
ジャックナイフツネオ（1982年6月11日 - ）は、日本の男性総合格闘家。青森県青森市出身。大阪府大阪市在住。総合格闘技道場ハーヴェスト所属。

## 来歴
2007年7月16日、第8回西日本アマチュア修斗選手権大会に出場し、ウェルター級（-70kg）で優勝。
2007年9月23日、第14回全日本アマチュア修斗選手権大会に出場し、ウェルター級で3位となる。
2007年9月29日、プロ修斗デビュー。
2008年11月22日、プロ修斗公式戦 SHOOTO GIG NORTH Vol.3 ウェルター級2回戦でアローイ石橋に3-0で判定勝ちを収めプロ初勝利。
2009年、2009年度新人王決定トーナメント ライト級（-65kg）にて準優勝。
2011年11月27日、修斗初となる青森大会で齊藤曜と対戦し、1-0の判定ドローとなった。
2012年5月20日、シュートボクシングのYoung Caesar Cup 2012 －ALPINISME－ vol.2に出場。SB日本ライト級2位平井慎介と対戦。3‐0の判定勝ちを収める。
2016年3月27日、修斗でヨアキム・ハンセンと対戦予定だった大尊伸光が右膝前十字靭帯断裂の負傷により欠場することとなり、急遽1週間前のオファーを受け代理出場し、3‐0判定勝ちを収めた。
2017年3月1日、所属をシューティングジム大阪から滋賀県長浜市の総合格闘技道場ハーヴェストに移籍 。

## 戦績

### 総合格闘技
| 総合格闘技 戦績 | 総合格闘技 戦績 | 総合格闘技 戦績 | 総合格闘技 戦績 | 総合格闘技 戦績 | 総合格闘技 戦績 | 総合格闘技 戦績 |
| --------------- | --------------- | --------------- | --------------- | --------------- | --------------- | --------------- |
| 20 試合         | (T)KO           | 一本            | 判定            | その他          | 引き分け        | 無効試合        |
| 11 勝           | 2               | 0               | 9               | 0               | 1               | 0               |
| 8 敗            | 3               | 3               | 2               | 0               | 1               | 0               |

| 勝敗 | 対戦相手           | 試合結果                           | 大会名                                                                                | 開催年月日     |
| ○    | ヨアキム・ハンセン | 5分3R終了 判定3-0                  | 修斗 FIGHT COLLECTION in OKINAWA                                                      | 2016年3月27日  |
| ○    | 葛西達             | 5分2R終了 判定2-0                  | 修斗 SHOOTO GRANZ CAGE FIGHT                                                          | 2015年11月1日  |
| ×    | 大野 虎眼 賢良     | 1R 2:42 KO                         | 修斗 SHOOTO GIG WEST 17                                                               | 2015年7月12日  |
| ×    | 渡辺紘司           | 5分3R終了 判定0-3                  | 修斗 福岡大会「闘裸男14」                                                             | 2014年11月9日  |
| ○    | 摩嶋一整           | 3分3Ｒ終了 判定2-1                 | VTJ 5th in OSAKA                                                                      | 2014年6月28日  |
| ○    | 仁牙ヤスオ         | 5分3R終了 判定3-0                  | FORCE 02                                                                              | 2014年3月9日   |
| ○    | 木内裕太           | 2R 0:43 KO                         | 修斗 SHOOTO GIG WEST 15                                                               | 2013年7月28日  |
| ×    | 里本一也           | 2R 2:40 腕ひしぎ十字固め           | 修斗 BORDER -season 4 3rd-                                                            | 2012年12月9日  |
| △    | 齊藤曜             | 5分2R終了 判定1-0                  | 修斗 SPIRIT AOMORI                                                                    | 2011年11月27日 |
| ×    | 服部謙一           | 1R 3:58 腕ひしぎ十字固め           | 修斗 SHOOTO GIG CENTRAL Vol.22                                                        | 2011年4月17日  |
| ×    | タクミ             | 5分2R終了 判定0-2                  | 修斗 BORDER -season 2- 「不動」                                                       | 2010年12月26日 |
| ○    | 前口緑一色         | 5分2R終了 判定2-0                  | 修斗 BORDER -season 2- 「律動」                                                       | 2010年8月15日  |
| ×    | 田中半蔵           | 1R 3:54 KO（グラウンドパンチ）     | 修斗 BORDER -season 2- 「波動」                                                       | 2010年3月28日  |
| ×    | 矢地祐介           | 2R 2:21 チキンウィングアームロック | 修斗 THE ROOKIE TOURNAMENT 09 FINAL 【新人王決定トーナメント ライト級 決勝】          | 2009年12月13日 |
| ○    | 中山浩彰           | 5分2R終了 判定3-0                  | 修斗 BORDER -season 1- 「激突」 【新人王決定トーナメント ライト級 準決勝】            | 2009年10月4日  |
| ○    | 沖喜祥尚           | 2R 1:48 KO                         | 修斗 REVOLUTIONARY EXCHANGES 1 "UNDEFEATED" 【新人王決定トーナメント ライト級 2回戦】 | 2009年7月19日  |
| ○    | 大野 虎眼 賢良     | 5分2R終了 判定3-0                  | 修斗 BORDER -season 1- 「勃発」 【新人王決定トーナメント ライト級 1回戦】             | 2009年3月9日   |
| ○    | アローイ石橋       | 5分2R終了 判定3-0                  | 修斗 SHOOTO GIG NORTH Vol.3                                                           | 2008年11月22日 |
| ×    | 長島雄一郎         | 1R 0:41 TKO（パウンド）            | RR 3rd STAGE 【ダブルアール・ライト級トーナメント 準決勝】                            | 2006年4月29日  |

### キックボクシング
| 勝敗 | 対戦相手 | 試合結果          | 大会名                                  | 開催年月日    |
| ○    | 平井慎介 | 3分3R終了 判定3-0 | SHOOT BOXING ヤングシーザー杯 OSAKA2012 | 2012年5月20日 |

## 獲得タイトル
- 第8回西日本アマチュア修斗選手権 ウェルター級 優勝（2007年）